# Кан Сора
Кан Сора (кор. 강소라, Kang Sora; род. 18 февраля 1990) — южнокорейская актриса.

## Биография
Кан Сора дебютировала на большом экране в фильме ужасов 2009 года Тайна четвертого урока. Известность пришла к ней позже после съёмок в подростковой драме Солнечные о компании школьниц, живших в 80-е годы. После она снялась в ряде телесериалов, включая молодёжный мюзикл Одержимые мечтой 2 (2012), семейную драму Осторожно, урод! (2013), медицинскую драму Доктор чужестранец (2014) и драмеди Неудавшаяся жизнь, созданном по мотивам одноимённой манхвы-бестселлера автора Юн Тхэхо. Кан Сора также снялась в третьем сезоне реалити-шоу We Got Married, в котором известных персон превращают в пары «молодожёнов»; её партнёром стал Итхык из K-pop группы Super Junior. В декабре 2016 года агентства Хён Бина и Кан Сора официально подтвердили репортажи о их романе.

## Личная жизнь
15 декабря 2016 стало известно, что она встречается с актёром Хен Бином. 8 декабря 2017 года стало известно, что пара рассталась. Оба агентства подтвердили информацию о разрыве отношений. Причиной расставания послужил слишком плотный график актёров. Сообщается, что молодые люди остались в хороших отношениях, а также собираются поддерживать друг друга в будущем, однако только как коллеги.
29 августа 2020 года актриса Кан Со Ра провела скромную, закрытую свадебную церемонию, на которой присутствовали лишь самые близкие и семья.Ранее в этом месяце Кан Со Ра удивила публику, объявив о предстоящей свадьбе в рукописном письме. В нём она поблагодарила фанатов за поддержку на протяжении одиннадцатилетней карьеры и сообщила радостную новость. Жених актрисы, не являющийся знаменитостью, как известно, на восемь лет старше девушки и работает в сфере фармацевтики. После замужества Кан Со Ра планирует продолжить свою деятельность не только как актриса, но и как блогер на YouTube.
19 ноября 2020 года новостной портал MyDaily сообщил о том, что Кан Со Ра в настоящее время беременна и готовится к становлению матерью. СМИ также сообщили, что родить актриса должна примерно в апреле следующего года.
Источник из агентства Plum Actors подтвердил эту новость, заявив: «Кан Со Ра должна родить в апреле 2021 года».
Утром 12 апреля 2021 года актриса родила здоровую девочку.
16 октября 2023 года было подтверждено, что она ждет второго ребёнка и, как ожидается, родит в конце этого года.
Днëм 11 декабря 2023 года актриса родила второго ребёнка.

## Фильмография
Фильмы
| Год  | Фильм                                            | Роль                      |
| ---- | ------------------------------------------------ | ------------------------- |
| 2009 | Тайна четвертого урока                           | Ли Дачон                  |
| 2009 | Kwang-tae’s Basic Story (короткометражный фильм) | Чжихё                     |
| 2011 | Солнечные                                        | Ха Джун Хва               |
| 2012 | Храбрая сердцем                                  | Мерида (озвучивание)      |
| 2013 | Папароти                                         | Сок Хи                    |
| 2013 | Веселее, Мистер Ли                               | в роли самой себя (камео) |

Телесериалы
2009        Dream High2                                                                              
| Year | Title               | Role              | Network |
| ---- | ------------------- | ----------------- | ------- |
| 2010 | Грубая мисс Ён Э    | в роли самой себя | tvN     |
| 2010 | Доктор чемпионов    | Квон Юри          | SBS     |
| 2011 | Женщины нашего дома | Хон Юнми          | KBS1    |
| 2012 | Одержимые мечтой 2  | Син Хэсон         | KBS2    |
| 2013 | Осторожно, урод!    | На До Хи          | SBS     |
| 2014 | Доктор чужестранец  | О Сухён           | SBS     |
| 2014 | Неудавшаяся жизнь   | Ан Ён И           | tvN     |

Видеоклипы
| Год  | Песня                    | Исполнитель   |
| ---- | ------------------------ | ------------- |
| 2009 | «This Good Day»          | Halla Man     |
| 2009 | «Gloria»                 | PK Heman      |
| 2009 | «Merely»                 | JK Ким Донъук |
| 2009 | «Happy Me»               | Хон Гёнмин    |
| 2011 | «Hello»                  | Huh Gak       |
| 2011 | «I Told You I Wanna Die» | Huh Gak       |

## Награды и номинации
| Год  | Награда                              | Категория                                                                         | Работа             | Результат |
| ---- | ------------------------------------ | --------------------------------------------------------------------------------- | ------------------ | --------- |
| 2011 | Mnet 20’s Choice Awards              | Горячая звезда кино                                                               | Солнечные          | Победа    |
| 2011 | Buil Film Awards                     | Лучшая новая актриса                                                              | Солнечные          | Победа    |
| 2011 | Большой колокол                      | Лучшая новая актриса                                                              | Солнечные          | Номинация |
| 2011 | Голубой дракон                       | Лучшая новая актриса                                                              | Солнечные          | Номинация |
| 2011 | 4th Style Icon Awards                | Контент года (кино)                                                               | Солнечные          | Победа    |
| 2012 | Baeksang Arts Awards                 | Самая популярная актриса (кино)                                                   | Солнечные          | Победа    |
| 2012 | Baeksang Arts Awards                 | Лучшая новая актриса (кино)                                                       | Солнечные          | Номинация |
| 2012 | Baeksang Arts Awards                 | Лучшая новая актриса (TV)                                                         | Одержимые мечтой 2 | Номинация |
| 2012 | MBC Entertainment Awards             | Популярность (телешоу)                                                            | We Got Married     | Победа    |
| 2013 | SBS Drama Awards                     | Новая звезда                                                                      | Осторожно, урод!   | Победа    |
| 2013 | SBS Drama Awards                     | Excellence Award, Актриса в телесериале, транслируемом в выходные и дневное время | Осторожно, урод!   | Номинация |
| 2014 | Asia Model Festival Awards           | Популярная звезда                                                                 |                    | Победа    |
| 2014 | Miss Asia Pacific World Super Talent | Новая звезда Азии                                                                 |                    | Победа    |
| 2014 | Korea Drama Awards                   | Excellence Award, Лучшая актриса                                                  | Доктор незнакомец  | Победа    |
| 2014 | APAN Star Awards                     | Excellence Award, Актриса в мини-сериале                                          | Доктор незнакомец  | Номинация |